# Lisboa Navigators
Lisboa Navigators (español: Navegantes de Lisboa) es el equipo de fútbol americano de Parque das Nações, en Lisboa (Portugal).

## Historia
El equipo surge a raíz de una propuesta presentada por David Silva al Clube Parque das Nações para crear una sección de fútbol americano y potenciar y divulgar la práctica de este deporte entre la juventud, que es aceptada por el club.
En la temporada 2008 compitieron por primera vez en una liga oficial, la LNFA 2.
En esa primera temporada, 2008, Navigators quedó a un puesto de clasificarse para los playoffs de la LNFA 2 en su debut en dicha competición. Además, vencieron en todos los partidos contra equipos portugueses (Renegades y Crusaders) en competición oficial y en encuentros amistosos.
En la temporada 2009 se hicieron cambios en la directiva y en el cuerpo técnico (por ejemplo, Juan Ortiz pasó a ser entrenador principal, Amilcar Piedade coordinador ofensivo, Michael Cress coordinador defensivo, Bruno Costa director de marketing, y Eduardo Silva jefe de prensa), clasificándose el equipo para los playoffs por el título.
En 2010 se incorporan a la Liga Portuguesa de Fútbol Americano, competición que ha ganado en sus cinco primeras ediciones.